# Ls
ls je Unix naredba (od list), obično dostupna na svim *nix operacijskim sustavima kao naredba sustava. Služi za ispis sadržaja tekućeg direktorija.

## Primjeri
Naredba ls bez parametara stupčano ispisuje imena datoteka u tekućem direktoriju, što je informativno, ali najčešće ne previše korisno. Zato postoji zaista velik broj opcija ove naredbe kojima se ispis može prilagoditi potrebama odnosno specifikaciji.
```
ls
 
-al
 
--color
=
auto

```

Gornja naredba ispisuje sve datoteke u direktoriju (-a), jednu datoteku po retku u punom (-l long odnosno dugom) formatu koji obično uključuje sljedećih 9 stupaca :
```
 brw-r--r--    1 unixguy staff 64,  64 Jan 27 05:52 
block         

 crw-r--r--    1 unixguy staff 64, 255 Jan 26 13:57 
character     

 -rw-r--r--    1 unixguy staff     290 Jan 26 14:08 
compressed.gz 

 -rw-r--r--    1 unixguy staff  331836 Jan 26 14:06 
data.ppm      

 drwxrwxr-x    2 unixguy staff      48 Jan 26 11:28 
directory     

 -rwxrwxr-x    1 unixguy staff      29 Jan 26 14:03 
executable    

 prw-r--r--    1 unixguy staff       0 Jan 26 11:50 
fifo          

 srw-rw-rw-    1 unixguy staff       0 Jan 26 12:00 
socket        

 lrwxrwxrwx    1 unixguy staff       3 Jan 26 11:44 
link
 -> 
dir   

 -rw-rw----    1 unixguy staff     217 Jan 26 14:08 regularfile   
```

1. stupac - tip datoteke i prava pristupa, 10 znakova
2. stupac - broj hardlinkova na inode datoteke
3. stupac - vlasnik datoteke
4. stupac - grupa datoteke
5. stupac - veličina datoteke (defaultno) u bajtovima (može biti zadana neka druga jedinica), za specijalne (c) datoteke njihovi major i minor označitelji
6. stupac - vrijeme zadnje promjene datoteke, prvi stupac - mjesec
7. stupac - vrijeme zadnje promjene datoteke, drugi stupac - dan u mjesecu
8. stupac - vrijeme zadnje promjene datoteke, treći stupac - sat i minuta ako je unutar zadnjih 365 dana, inače godina
9. stupac - ime datoteke

```
ls
 
-Alh

```

Ispis svih datoteka osim tekućeg i nadređenog direktorija . i .. (-A), dugi format (-l), veličina datoteka u bajtovima za one manje od 1KB, u kilobajtima za one manje od 1MB, u megabajtima za one manje od 1GB itd. Ova opcija nije dio POSIX standarda, ali svejedno je implementirana u GNU coreutils paketu, FreeBSD-u i Solarisu.

## Vanjske poveznice
- http://www.opengroup.org/onlinepubs/9699919799/utilities/ls.html